# Kanton Peyreleau
Der Kanton Peyreleau  ist ein ehemaliger französischer Wahlkreis im Département Aveyron in der Region Midi-Pyrénées. Er umfasste sieben Gemeinden im Arrondissement Millau; sein Hauptort (frz.: chef-lieu) war Peyreleau. Die landesweiten Änderungen in der Zusammensetzung der Kantone brachten im März 2015 seine Auflösung.
Der Kanton Peyreleau war 221,69 km2 groß und hatte 2213 Einwohner (Stand 2012).

## Gemeinden
| Gemeinde                   | Einwohner (Stand: 2022) | Code postal | Code Insee |
| -------------------------- | ----------------------- | ----------- | ---------- |
| La Cresse                  | 323                     | 12640       | 12086      |
| Mostuéjouls                | 329                     | 12720       | 12160      |
| Peyreleau                  | 71                      | 12720       | 12180      |
| Rivière-sur-Tarn           | 1045                    | 12640       | 12200      |
| La Roque-Sainte-Marguerite | 178                     | 12100       | 12204      |
| Saint-André-de-Vézines     | 132                     | 12720       | 12211      |
| Veyreau                    | 129                     | 12720       | 12293      |